# 8. Oscar-gála
Az 8. Oscar-gálát, melyen a Filmakadémia díjait osztották ki, 1936. március 5-én tartották. Három nappal korábban a filmrendezők szövetsége bojkottra szólította a filmes szakma résztvevőit.
„Hiába hangzik jól a neve, senkiben nem ébreszt tiszteletet az Amerikai Filmakadémia, mert minden vizsgán megbukott. Minél gyorsabban megszűnik, annál hamarább megy feledésbe, és annál jobb lesz a filmiparnak.”[forrás?]
King Vidor
Valamit ki kellett találnia az Filmakadémiának, tagjai száma a korábbi 600 ról 40 főre csökkent,[forrás?] külön szövetségekbe tömörültek a színészek, írók, rendezők.
Frank Capra az elnök rátalált a megoldásra, életmű-díjat adott a mindenki által tisztelt David Wark Griffithnek. Megmenekült az Oscar-díj, 500 vendég vett részt az ünnepségen.
Első alkalommal jutalmazták a legjobb koreográfust.

## Kategóriák és jelöltek
Nyertesek félkövérrel jelölve

### Legjobb film
- Lázadás a Bountyn (Mutiny on the Bounty) – Metro-Goldwyn-Mayer – Irving Thalberg, Albert Lewin
  - Alice Adams – RKO Pictures Radio – Pendro S. Berman
  - A besúgó (The Informer) – RKO Pictures Radio – Cliff Reid
  - Blood kapitány (Captain Blood) – Warner Bros.- Cosmopolitan – Hal B. Wallis, Harry Joe Brown és Gordon Hollingshead
  - Broadway Melody (Broadway Melody of 1936) – Metro-Goldwyn-Mayer – John W. Considine Jr.
  - Copperfield Dávid (David Copperfield) – Metro-Goldwyn-Mayer – David O. Selznick
  - A hindu lándzsás (The Lives of a Bengal Lancer) – Paramount – Louis D. Lighton
  - Szentivánéji álom (A Midsummer Night's Dream) – Warner Bros. – Henry Blanke
  - A gályarab (Les Misérables) – 20th Century, United Artists – Darryl F. Zanuck
  - Pajkos hercegnő (Naughty Marietta)  – Metro-Goldwyn-Mayer – Hunt Stromberg
  - Ruggles of Red Gap – Paramount – Arthur Hornblow, Jr.
  - Frakkban és klakkban (Top Hat) – RKO Radio – Pendro S. Berman

### Legjobb színész
- Victor McLaglen – A besúgó (The Informer)
  - Clark Gable        –  Lázadás a Bountyn (Mutiny on the Bounty)
  - Charles Laughton   –  Lázadás a Bountyn
  - Franchot Tone      –  Lázadás a Bountyn

### Legjobb színésznő
- Bette Davis – Veszélyes (Dangerous)
  - Elisabeth Bergner – Escape Me Never
  - Claudette Colbert – Akinek nem szabad szeretni (Private Worlds)
  - Katharine Hepburn – Alice Adams
  - Miriam Hopkins – Becky Sharp
  - Merle Oberon – The Dark Angel

### Legjobb rendező
- John Ford – A besúgó (The Informer)
  - Kertész Mihály – Blood kapitány (Captain Blood) – nem hivatalos jelölés
  - Henry Hathaway – A hindu lándzsás (The Lives of a Bengal Lancer)
  - Frank Lloyd – Lázadás a Bountyn (Mutiny on the Bounty)

### Legjobb eredeti történet
- The Scoundrel – Ben Hecht és Charles MacArthur
  - Broadway Melody (Broadway Melody of 1936) – Moss Hart
  - The Gay Deception – Don Hartman és Stephen Avery

### Legjobb adaptált forgatókönyv
- A besúgó (The Informer) – Dudley Nichols (visszautasította)[* 1]
  - A hindu lándzsás (The Lives of a Bengal Lancer) – Achmed Abdullah, John L. Balderston, Waldemar Young, Jules Furthman, Talbot Jennings és Carey Wilson forgatókönyve Francis Yeats-Brown önéletrajzi könyve alapján
  - Lázadás a Bountyn (Mutiny on the Bounty) – Talbot Jennings, Jules Furthman, Carey Wilson forgatókönyve Charles Nordhoff és James Norman Hall regénye alapján
  - Blood kapitány (Captain Blood) – Casey Robinson forgatókönyve Rafael Sabatini regénye alapján; nem hivatalos jelölés

### Legjobb rövidfilm (vígjáték)
- How to Sleep – Jack Chertok és MGM
  - Oh, My Nerves – Jules White és Columbia
  - Tit for Tat – Hal Roach és MGM

### Legjobb rövidfilm (újdonság)
- Wings Over Everest – Gaumont British és Skibo Productions
  - Audioscopiks – Pete Smith és MGM
  - Camera Thrills – Universal

### Legjobb animációs rövidfilm
- Three Orphan Kittens – Walt Disney Productions és United Artists
  - The Calico Dragon – Harman-Ising és MGM
  - Who Killed Cock Robin? – Walt Disney Productions és United Artists

### Legjobb eredeti filmzene
- A besúgó (The Informer) – RKO Radio Studio Music Department 
  - Blood kapitány (Captain Blood) – Warner Bros.-First National Studio Music Department
  - Lázadás a Bountyn (Mutiny on the Bounty) – MGM Studio Music Department
  - Álmok kertje (Peter Ibbetson) – Paramount Studio Music Department

### Legjobb eredeti dal
- Lullaby of Broadway, Rivaldafény 1936 (Gold Diggers of 1935) – zene: Harry Warren; dalszöveg: Al Dubin
  - Cheek to Cheek, Frakkban és klakkban (Top Hat) – zene és dalszöveg: Irving Berlin
  - Lovely to Look At, Roberta – zene: Jerome Kern; dalszöveg: Dorothy Fields és Jimmy McHugh

### Legjobb látványtervezés
- The Dark Angel – Richard Day
  - A hindu lándzsás (The Lives of a Bengal Lancer) – Hans Dreier és Roland Anderson
  - Frakkban és klakkban (Top Hat) – Carroll Clark és Van Nest Polglase

### Legjobb fényképezés
- Hal Mohr – Szentivánéji álom (A Midsummer Night's Dream) (nem hivatalos jelölés volt)
  - Ray June – Barbary Coast
  - Victor Milner – Keresztes hadjárat (The Crusades)
  - Gregg Toland – A gályarab (Les Misérables)

### Legjobb hangkeverés
- Pajkos hercegnő (Naughty Marietta) – MGM Studio Sound Department
  - $1,000 a Minute – Republic Studio Sound Department
  - Frankenstein menyasszonya (Bride of Frankenstein) – Universal Studio Sound Department
  - Blood kapitány (Captain Blood) – Warner Bros. Studio Sound Department
  - The Dark Angel – United Artists Studio Sound Department
  - I Dream Too Much – RKO Radio Studio Sound Department
  - A hindu lándzsás (The Lives of a Bengal Lancer) – Paramount Studio Sound Department
  - Love Me Forever – Columbia Studio Sound Department
  - Thanks a Million – Fox Studio Sound Department

### Legjobb vágás
- Szentivánéji álom (A Midsummer Night's Dream) – Ralph Dawson
  - Copperfield Dávid (David Copperfield) – Robert J. Kern
  - A besúgó (The Informer) – George Hively
  - A gályarab (Les Misérables) – Barbara McLean
  - A hindu lándzsás (The Lives of a Bengal Lancer) – Ellsworth Hoagland
  - Lázadás a Bountyn (Mutiny on the Bounty) – Margaret Booth

### Legjobb segédrendező
- A hindu lándzsás (The Lives of a Bengal Lancer) – Clem Beauchamp és Paul Wing
  - Copperfield Dávid (David Copperfield) – Joseph M. Newman
  - A gályarab (Les Misérables) – Eric Stacey

### Legjobb koreográfus
- Dave Gould – Broadway Melody (Broadway Melody of 1936) és Folies Bergère de Paris
  - All the King's Horses és The Big Broadcast of 1936 – LeRoy Prinz
  - Broadway Hostess – Bobby Connolly
  - Rivaldafény 1936 (Gold Diggers of 1935) – Busby Berkeley
  - King of Burlesque – Sammy Lee
  - She – Benjamin Zemach
  - Frakkban és klakkban (Top Hat) – Hermes Pan

### Életműdíj (Oscar-díj)
- David Wark Griffith (532 filmet írt és rendezett 1908–1931 között)

## Statisztika

### Egynél több jelöléssel bíró filmek
- 7 jelölés: A hindu lándzsás
- 6 jelölés: A besúgó, Lázadás a Bountyn
- 3 jelölés: Copperfield Dávid
- 2 jelölés: Broadway Melody of 36

### Egynél több díjjal bíró filmek
- 4 díj: A besúgó